# NGC 2488
NGC 2488 é uma galáxia elíptica (E-S0) localizada na direcção da constelação de Lynx. Possui uma declinação de +56° 33' 10" e uma ascensão recta de 8 horas, 01 minutos e 45,6 segundos.
A galáxia NGC 2488 foi descoberta em 18 de Março de 1790 por William Herschel.